# Jānis Lipke-museum
Het Jānis Lipke-museum is een museum in de Letse hoofdstad Riga. Het museum is gewijd aan Jānis Lipke, een Let die in de Tweede Wereldoorlog meerdere joden schuilhield in een bunker naast zijn huis. Het museum staat op de plek van de oude bunker. Het idee voor het museum kwam in 2000 toen een stichting werd opgericht om dit mogelijk te maken. In 2012 werd het museum officieel geopend Letse president Andris Bērziņš en Israëlische president Shimon Peres.  In 2014 won het museum de Kenneth Hudson Award, een prijs voor het meest innovatieve museum van Europa.
2010 Museum voor anticonceptie en abortus  Oostenrijk · 
2011 Museum voor verbroken relaties  Kroatië · 
2012 Glasnevin Cemetery  Ierland ·
2013 Museum van Batalha  Portugal ·
2014 Jānis Lipke-museum  Letland ·
2015 Internationaal Rode Kruis en Rode Halvemaan Museum  Zwitserland ·
2016 Micropia  Nederland ·
2017 Boris Jeltsin-museum  Rusland · 
2018 Nationaal Museum van Estland  Estland · 
2019 Weltmuseum Wien  Oostenrijk · 
2020 Haus der Geschichte Österreich  Oostenrijk · 
2021 CosmoCaixa  Spanje · 
2022 Wayne Modest, Nanette Snoep, Laura van Broekhoven & Leontine Meijer-van Mensch · 
2023 23,5 Hrant Dink Site of Memory   Turkije